# Зінич Світлана Георгіївна
Зінич (Шипунова) Світлана Георгіївна (нар. 19 січня 1931, Одеса, УРСР) — український кінознавець. Кандидат мистецтвознавства (1966).

## Біографія
Народилася 1931 р. в Одесі в родині вчителів. Закінчила філологічний факультет Одеського державного університету ім. І. Мечникова (1955). Викладала російську мову і літературу.
У 1957—2005 рр. працювала в Інституті мистецтвознавства, фольклористики та етнології ім. М. Т. Рильського НАН України. З 1970 року — старший науковий співробітник відділу кінознавства.
Захистила кандидатську дисертацію на тему «Сучасна українська кінокомедія» (1966).
Брала участь у написанні «Історії українського радянського кіно» (т. 1, К., 1986).
Член Національної спілки кінематографістів України з 1972 року.

### Сім'я
- Чоловік: Зінич Володимир Тихонович (нар. 1926) — етнограф.
- Дочка: Зінич Олена Володимирівна (нар. 1959) — музикознавець, театрознавець, педагог. Член НСКУ (1998). Кандидат мистецтознавства (2005).

## Творчий доробок
Автор книг:
- «Кінокомедія. Конфлікт. Характер. Жанри» (К., 1966),
- «Знято в Одесі» (Одеса, 1969, у співавт. з Н. Капельгородською),
- «Іван Кавалерідзе» (К., 1971, у співавт. з Н. Капельгородською),
- «Українська кінопанорама» (К., 1972, у співавт. з Н. Капельгородською),
- «Кіноестафета поколінь» (К., 1974, у співавт. з Н. Капельгородською),
- «Характер. Тип. Екран» (К., 1982),
- «Фільми про незабутнє» (К., 1983, у співавт. з Н. Капельгородською),
- «Соціалістичний реалізм — творчий метод радянського кіномистецтва» (К., 1983),
- «Кіномистецтво соціалістичного реалізму» (К., 1984),
- розділу до першого тому «Історії українського радянського кіно» (К., 1986, у співавт.),
- статей у збірниках («Современный кинопроцесс и действительность», «Традиции и новаторство советского киноискусства» та ін) і періодичній пресі.

## Нагороди
- Нагороджена медалями.
- Лауреат Спілки кінематографістів України (1978).